# 东巴黎城市与土地建筑学校
东巴黎城市与土地建筑学校（法語：École d'architecture de la ville & des territoires Paris-Est）是法国马恩河畔尚的一所建筑学校。学校隶属于法国文化部，是法国20所公立建筑学校之一。

## 历史
学校由伊夫·里昂在1998年建立。

## 外部連結
- 官方网站